# Wynand Breytenbach
Pour les articles homonymes, voir Breytenbach.
Wynand Nicolas Breytenbach (né le 25 juin 1935 à Perdeberg dans l'état libre d'Orange et mort le 18 octobre 2002 au Cap en Afrique du Sud) est un militaire et homme politique sud-africain, membre du parti national, maire de Kroonstad (1977), membre de la chambre de l'assemblée du parlement pour la circonscription de Kroonstad (1981-1994) et membre du gouvernement PW Botha et du gouvernement de Klerk en tant que vice-ministre de la Défense (1986-1994) et vice-ministre aux affaires environnementales (1992-1994). 

## Biographie
Cadet des quatre enfants de Hans Jacob et Celia Elizabeth Agnes Breytenbach, Wynand Breytenbach est né à Perdeberg en 1935 dans l'état libre d'Orange et grandit à Boshof. 
Son père est ingénieur. En 1953, il s'engage au sein de la South African Defence Force où il reçoit un entrainement pour être pilote et reçoit ses "ailes" alors qu'il n'a que 18 ans. Engagé dans l'armée de l'air sud-africaine en 1954, il complète sa formation à l'Académie militaire du collège de l'armée de l'air à l'Université de Pretoria et reçoit le commandement de deux escadrons. Il démissionne en 1958 pour travailler pour Central African Airways (en) puis pour diverses compagnies d'aviation civile jusqu'en 1981. 
En 1972, il est élu conseiller municipal de Kroonstad, maire (1977) puis conseiller provincial de l'état libre d'Orange pour la circonscription de Lindley. Il est élu à la chambre de l'assemblée du parlement lors des élections générales sud-africaines de 1981.
Il est ministre-adjoint (vice-ministre) à la défense de 1986 à 1994 et ministre-adjoint (vice-ministre) aux affaires environnementales de 1992 à 1994.

## Vie privée
Sa première épouse britannique est morte en 1968. Il s'est remarié avec Martie Magdalena Van der Merw.

## Sources
- (af) Nécrologie, Volksblad, octobre 2002
- Shelagh Gastrow, Who's who in South African Politics, Ravan Press, 1993, p 26